# Marcipa amaba
Marcipa amaba är en fjärilsart som beskrevs av George Francis Hampson 1926. Marcipa amaba ingår i släktet Marcipa och familjen nattflyn. Inga underarter finns listade i Catalogue of Life.